# Рождение оборотня
Рождение оборотня (англ. Ginger Snaps Back: The Beginning) — американо-канадский фильм ужасов 2004 года режиссёра Гранта Харви.

## Сюжет
Канада, XIX век. Сёстры Бриджит и Джинджер находят прибежище в отдаленном форте, по дороге в который они встретили индейскую шаманку, которая предсказала им: «Убейте парня, иначе одна сестра убьёт другую». Обитатели этого небольшого оплота цивилизации посреди диких лесов неохотно принимают девушек, так как по ночам их осаждают превосходящие силы оборотней.

## В ролях
| Актёр            | Роль                 |
| ---------------- | -------------------- |
| Кэтрин Изабель   | Джинджер Фицджеральд |
| Эмили Перкинс    | Бриджитт Фицджеральд |
| Натаниэль Арканд | Хантер               |
| Джей Ар Борн     | Джеймс               |
| Хью Диллон       | Преподобный Гилберт  |
| Эдриан Дорвал    | Шеймус               |
| Брендан Флетчер  | Финн                 |
| Том МакКамус     | Уоллес Роулэндс      |
| Дэвид Ла Хэй     | Клод                 |
| Мэттью Уокер     | Доктор Мёрфи         |
| Фабиан Бёрд      | Майло                |
| Кирк Джаретт     | Оуэн                 |
| Дэвид МакИннис   | Кормак               |
| Стиви Митчелл    | Джеффри              |

## История создания
Второй и третий фильм трилогии снимались параллельно — картина является приквелом первой части.